# Radi carbonat
Radi carbonat là một hợp chất vô cơ, một muối carbonat của radi, có công thức hóa học RaCO3. Muối này là một chất rắn dạng bột màu trắng, độc hại, có tính phóng xạ, vô định hình, được sử dụng trong y học. Điều đáng chú ý là nó dễ hòa tan trong nước hơn bari carbonat một chút, không giống như các hợp chất radi khác. Dù vậy nhưng độ hòa tan trong nước của nó vẫn rất thấp nên nó được coi là chất không tan. Mặc dù nó không hòa tan trong nước, nó có thể hòa tan trong acid loãng và amoni carbonat đậm đặc.

## Điều chế
Radi carbonat có thể được sản xuất bằng cách sử dụng các ion Ra2+ và carbonat:
Ra2+ + CO32- → RaCO3
Vì độ tan của muối này rất thấp nên sẽ tạo thành kết tủa trắng.

## Phản ứng
Radi carbonat có thể được sử dụng để sản xuất radi nitrat và các muối radi khác:
RaCO3 + 2HNO3 → Ra(NO3)2 +  H2O + CO2